# Ngoni

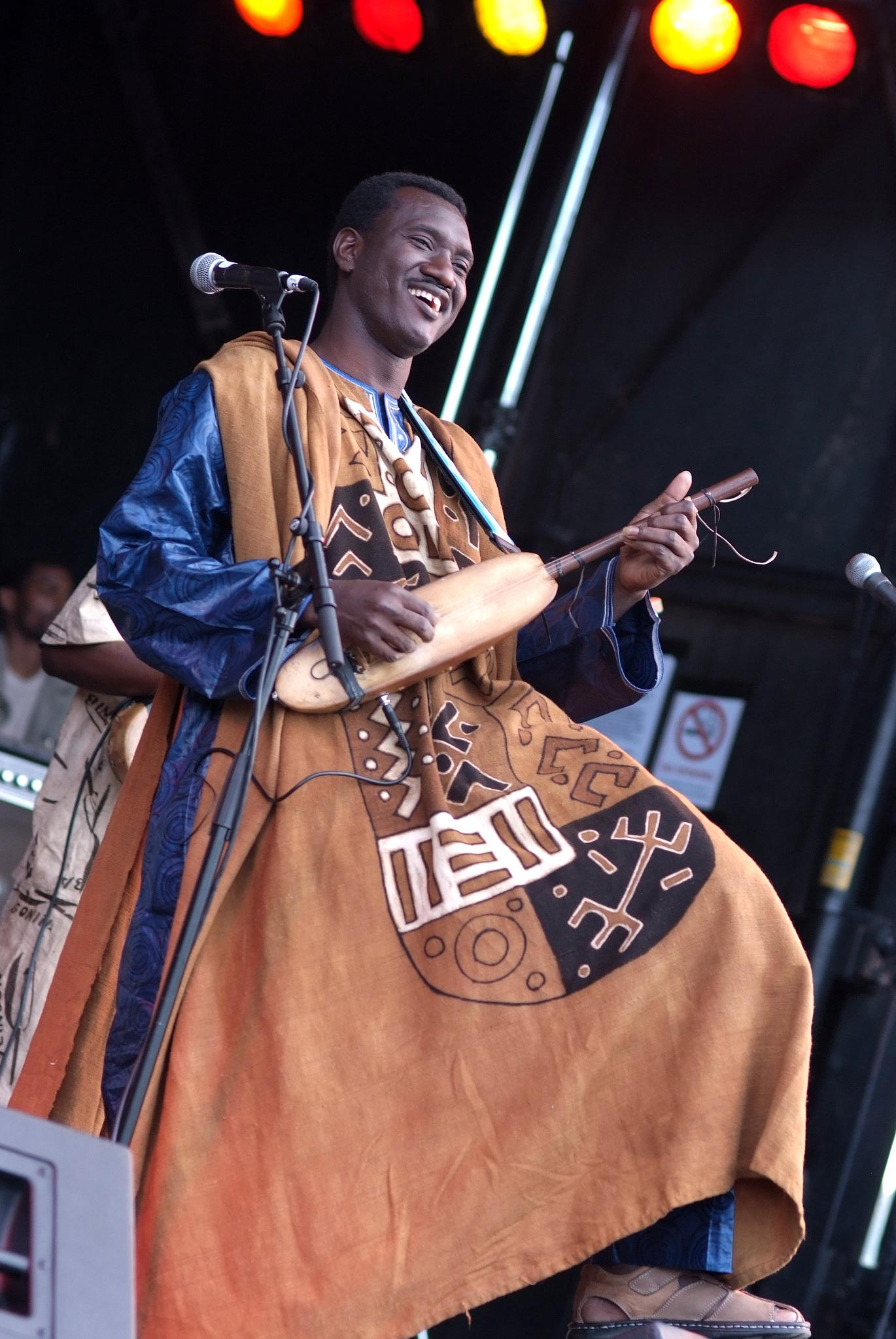
Jeden ze současných hráčů na ngoni Bassekou Kouyaté

Ngoni (někdy též n’goni) je strunný hudební nástroj oblíbený v západní Africe. Někdy bývá označován jako primitivní předchůdce banja. Velikostí se ale podobá spíše ukulele. Tělo je duté, vyrobené ze dřeva a potažené suchou kůží (často kozí), která je podobně jako u bubnu na těle napnutá. Zkušení afričtí hráči dokáží z ngoni vyloudit opravdu velmi rychlé melodie. Ngoni bývá často používáno jako nástroj k doprovodu slavnostních událostí jako jsou například svatby. Bývá také oblíbeným doprovodným nástrojem afrických potulných muzikantů, griotů.

## Významní hráči
- Cheick Hamala Diabate
- Issa Bagayogo
- Moriba Koïta
- Bassekou Kouyaté
- Andra Kouyaté
- Baba Sissoko